# Cameron van der Burgh

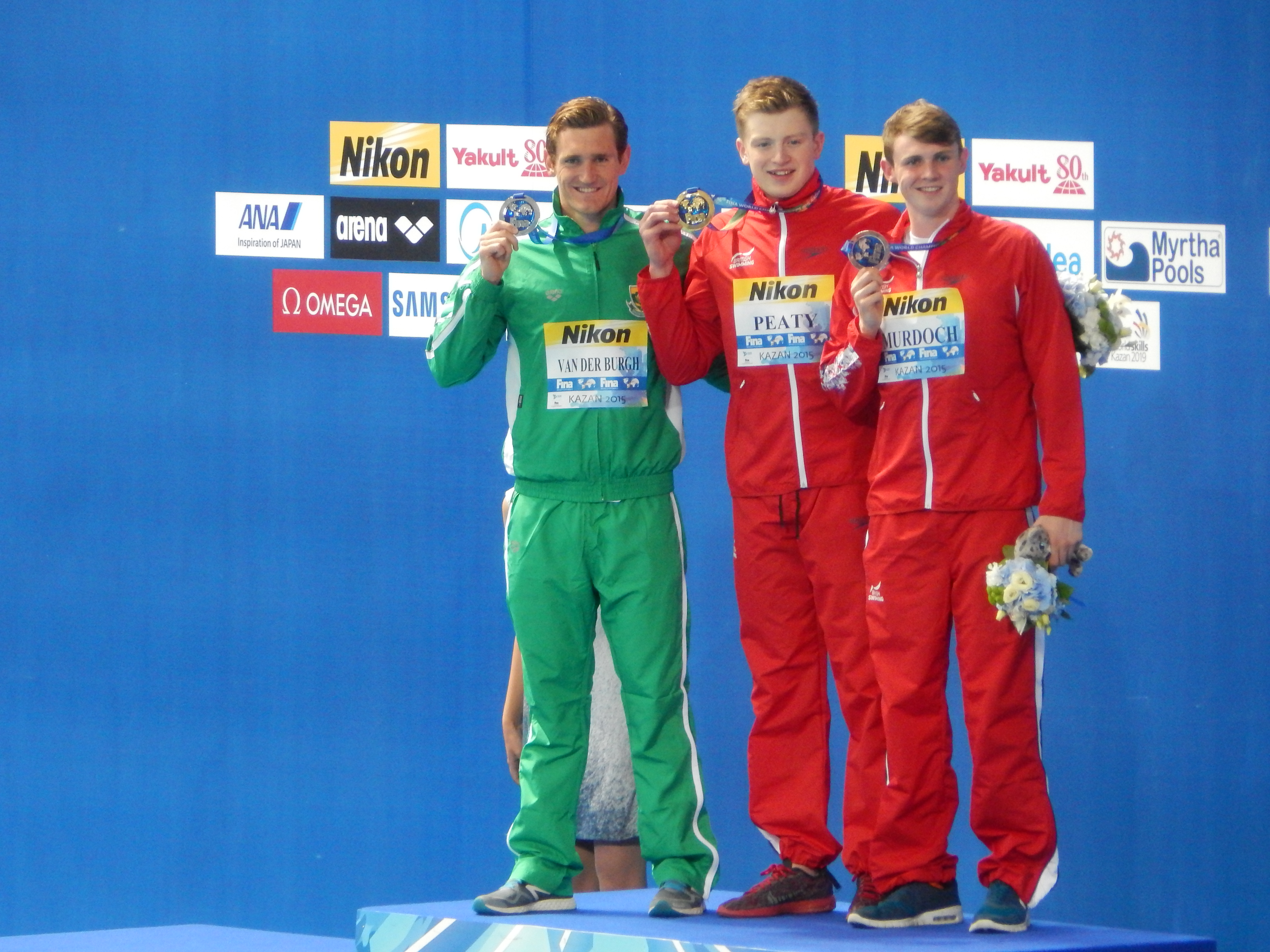
Van der Burgh (links) met Adam Peaty (midden) en Ross Murdoch (rechts) tijdens de WK van 2015

Cameron van der Burgh (Pretoria, 25 mei 1988) is een voormalig Zuid-Afrikaans zwemmer. Hij vertegenwoordigde zijn vaderland op de Olympische Zomerspelen 2008 in Peking, op de Olympische Zomerspelen 2012 in Londen en op de Olympische Zomerspelen 2016 in Rio de Janeiro. In Londen behaalde Van der Burgh de gouden medaille op de 100 meter schoolslag. Op de kortebaan is Van der Burgh wereldrecordhouder op de 50 en de 100 meter schoolslag.

## Carrière
Bij zijn internationale debuut, op de Pan Pacific kampioenschappen zwemmen 2006 in Victoria, strandde Van der Burgh in de series van zowel de 100 meter schoolslag als de 100 meter vlinderslag.
Op de wereldkampioenschappen zwemmen 2007 in Melbourne sleepte de Zuid-Afrikaan de bronzen medaille in de wacht op de 50 meter schoolslag, op de 100 meter schoolslag werd hij uitgeschakeld in de halve finales en op de 200 meter schoolslag in de series. Op de 4x100 meter wisselslag bereikte hij samen met Gerhard Zandberg, Lyndon Ferns en Ryk Neethling de vierde plaats.
In Manchester nam Van der Burgh deel aan de wereldkampioenschappen kortebaanzwemmen 2008, waar hij de zilveren medaille veroverde op de 100 meter schoolslag en de bronzen medaille behaalde op de 50 meter schoolslag. Tijdens de Olympische Zomerspelen van 2008 in Peking strandde de Zuid-Afrikaan in de halve finales van de 100 meter schoolslag. Met zijn ploeggenoten, Gerhard Zandberg, Lyndon Ferns en Darian Townsend, eindigde hij als zevende op de 4x100 meter wisselslag.

### 2009-2012
Op de wereldkampioenschappen zwemmen 2009 in Rome werd Van der Burgh wereldkampioen op de 50 meter schoolslag, op de 100 meter schoolslag legde hij beslag op de bronzen medaille. Op de 4x100 meter wisselslag werd hij samen met George Du Rand, Lyndon Ferns en Graeme Moore uitgeschakeld in de series.
In Delhi nam de Zuid-Afrikaan deel aan de Gemenebestspelen 2010. Op dit toernooi sleepte hij de gouden medaille in de wacht op zowel de 50 als de 100 meter schoolslag, samen met Charl Crous, Chad le Clos en Gideon Louw veroverde hij de zilveren medaille op de 4x100 meter wisselslag. Tijdens de wereldkampioenschappen kortebaanzwemmen 2010 in Dubai werd Van der Burgh wereldkampioen op de 100 meter schoolslag, op de 50 meter schoolslag legde hij beslag op de zilveren medaille.
Op de wereldkampioenschappen zwemmen 2011 in Shanghai sleepte de Zuid-Afrikaan de bronzen medaille in de wacht op zowel de 50 als de 100 meter schoolslag, op de 4x100 meter wisselslag strandde hij samen met Charl Crous, Chad le Clos en Graeme Moore in series.
Tijdens de Olympische Zomerspelen 2012 in Londen veroverde Van der Burgh de gouden medaille op de 100 meter schoolslag. Samen met Charl Crous, Chad le Clos en Leith Shankland werd hij uitgeschakeld in de series van de 4x100 meter wisselslag.

### 2013-2018
In Barcelona nam de Zuid-Afrikaan deel aan de wereldkampioenschappen zwemmen 2013. Op dit toernooi werd hij wereldkampioen op de 50 meter schoolslag, op de 100 meter schoolslag legde hij beslag op de zilveren medaille. Op de 4x100 meter wisselslag strandde hij samen met Darren Murray, Chad le Clos en Leith Shankland in de series.
Tijdens de Gemenebestspelen 2014 in Glasgow sleepte Van der Burgh de gouden medaille in de wacht op de 50 meter schoolslag en behaalde hij de zilveren medaille op de 100 meter schoolslag. Samen met Sebastien Rousseau, Chad le Clos en Leith Shankland veroverde hij de bronzen medaille op de 4x100 meter wisselslag. Op de wereldkampioenschappen kortebaanzwemmen 2014 in Doha legde de Zuid-Afrikaan, op de 50 meter schoolslag, beslag op de zilveren medaille en eindigde hij als vierde op de 100 meter schoolslag.
In Kazan nam Van der Burgh deel aan de wereldkampioenschappen zwemmen 2015. Op dit toernooi sleepte hij de zilveren medaille in de wacht op zowel de 50 als de 100 meter schoolslag, op de 200 meter schoolslag werd hij uitgeschakeld in de series.
Tijdens de Olympische Zomerspelen van 2016 in Rio de Janeiro veroverde Van der Burgh de zilveren medaille op de 100 meter schoolslag, daarnaast strandde hij in de series van de 200 meter schoolslag. Op de 4x100 meter wisselslag werd hij samen met Christopher Reid, Dylan Bosch en Myles Brown uitgeschakeld in de series.
Hij beëinigde zijn sportcarrière in 2018.

### Persoonlijk
Van der Burgh is werkzaam als olie-analist in Londen. In 2020 werd hij getroffen door het coronavirus SARS-CoV-2.

## Internationale toernooien
| Jaar | Olympische Spelen                                            | WK langebaan                                                                      | WK kortebaan                                                                                   | PanPacs                                  | Gemenebestspelen                                     |
| ---- | ------------------------------------------------------------ | --------------------------------------------------------------------------------- | ---------------------------------------------------------------------------------------------- | ---------------------------------------- | ---------------------------------------------------- |
| 2006 |                                                              |                                                                                   | geen deelname                                                                                  | 19e 100m schoolslag 25e 100m vlinderslag | geen deelname                                        |
| 2007 |                                                              | 50m schoolslag · 14e 100m schoolslag · 23e 200m schoolslag · 4e 4x100m wisselslag |                                                                                                |                                          |                                                      |
| 2008 | 10e 100m schoolslag 7e 4x100m wisselslag                     |                                                                                   | 50m schoolslag · 100m schoolslag                                                               |                                          |                                                      |
| 2009 |                                                              | 50m schoolslag · 100m schoolslag · 10e 4x100m wisselslag                          |                                                                                                |                                          |                                                      |
| 2010 |                                                              |                                                                                   | 50m schoolslag · 100m schoolslag                                                               | geen deelname                            | 50m schoolslag · 100m schoolslag · 4x100m wisselslag |
| 2011 |                                                              | 50m schoolslag · 100m schoolslag · 10e 4x100m wisselslag                          |                                                                                                |                                          |                                                      |
| 2012 | 100m schoolslag · 13e 4x100m wisselslag                      |                                                                                   | geen deelname                                                                                  |                                          |                                                      |
| 2013 |                                                              | 50m schoolslag · 100m schoolslag · 11e 4x100m wisselslag                          |                                                                                                |                                          |                                                      |
| 2014 |                                                              |                                                                                   | 50m schoolslag · 4e 100m schoolslag · 8e 4x50m wisselslag · Van der Burgh zwom enkel de series | geen deelname                            | 50m schoolslag · 100m schoolslag · 4x100m wisselslag |
| 2015 |                                                              | 50m schoolslag · 100m schoolslag · 21e 200m schoolslag · 11e 4x100m wisselslag    |                                                                                                |                                          |                                                      |
| 2016 | 100m schoolslag · 26e 200m schoolslag · 13e4x100m wisselslag |                                                                                   | 50m schoolslag · 9e 100m schoolslag                                                            |                                          |                                                      |

## Persoonlijke records
Bijgewerkt tot en met 4 augustus 2015
Kortebaan
| Afstand         | Tijd  | Datum            | Plaats  |
| --------------- | ----- | ---------------- | ------- |
| 50m schoolslag  | 25,25 | 14 november 2009 | Berlijn |
| 100m schoolslag | 55,61 | 15 november 2009 | Berlijn |

Langebaan
| Afstand         | Tijd  | Datum           | Plaats |
| --------------- | ----- | --------------- | ------ |
| 50m schoolslag  | 26,62 | 4 augustus 2015 | Kazan  |
| 100m schoolslag | 58,46 | 29 juli 2012    | Londen |